# Arduino Tre
Arduino Tre je v informatice název malého jednodeskového počítače založeného na mikrokontrolerech ATmega od firmy Atmel. Tato deska je zatím nejvýkonnější ze všech. Obsahuje stejně jako Arduino Yún dva procesory, jeden pro Arduino a druhý pro Linux, máme zde i HDMI, Audio konektroy, pět USB. Toto arduino konkuruje i Raspberry Pi.

## Technické informace
| Mikroprocesor                    | ATmega32U4                                            |
| Rychlost hodin                   | 16 MHz                                                |
| Flash paměť                      | 32KB                                                  |
| SRAM                             | 2.5KB                                                 |
| EEPROM                           | 1KB                                                   |
| Počet digitálních I/O pinů       | 14 z toho 7 PWM                                       |
| Počet analogových vstupních pinů | 6                                                     |
| Procesor                         | Texas Instrument Sitara AM3359AZCZ100 (ARM Cortex-A8) |
| Rychlost hodin                   | 1 GHz                                                 |
| SRAM                             | DDR3L 512 MB RAM                                      |
| Síťové připojení                 | Ethernet 10/100                                       |
| USB port                         | 1x USB 2.0, 4x USB 2.0                                |
| Video                            | HDMI 1920x1080                                        |
| Audio                            | HDMI, stereo I/O                                      |
| Počet digitálních I/O pinů       | 23 z toho 4 PWM                                       |